# Tram van Linz

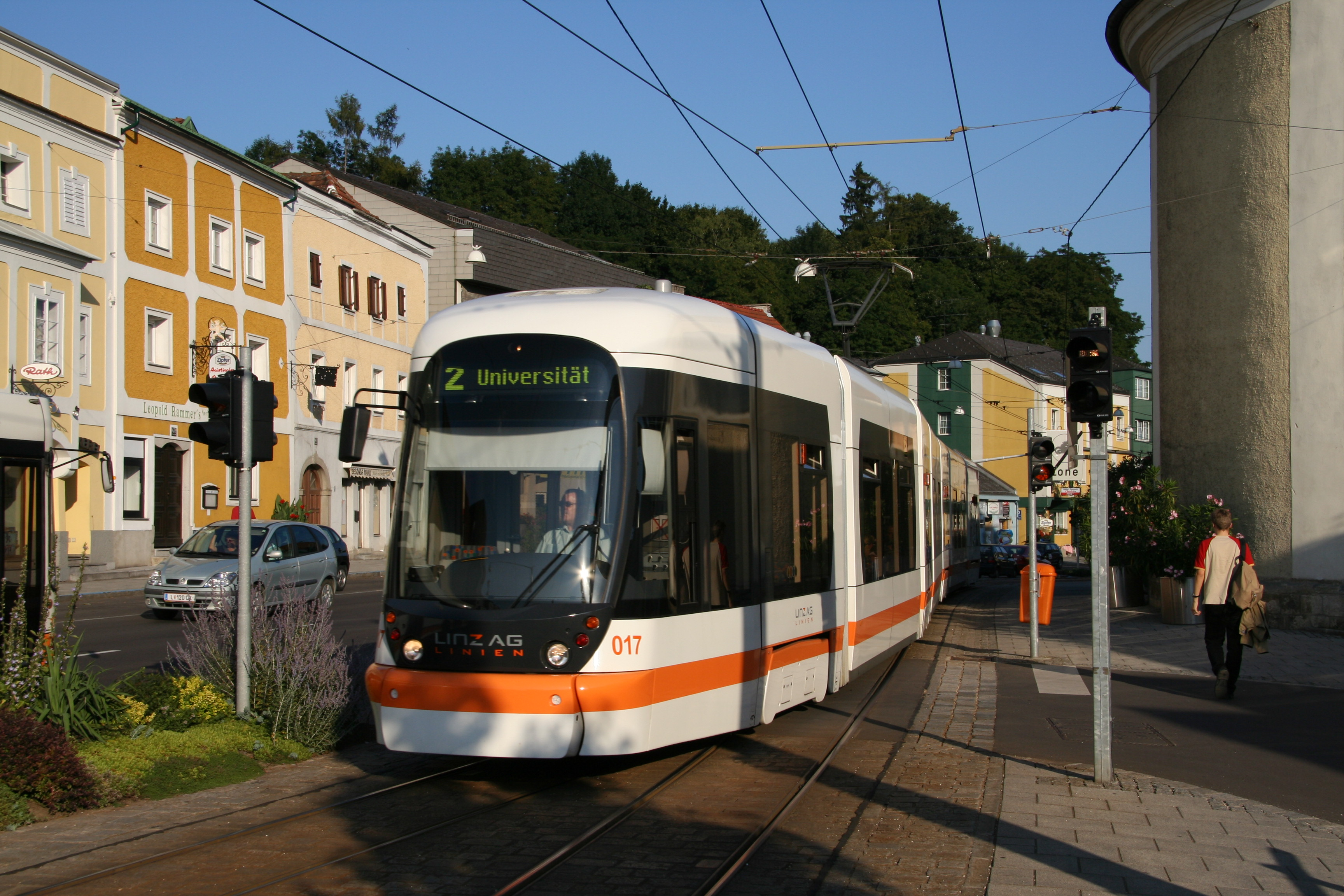
Tram van Linz in Ebelsberg

De tram van Linz is een van de vormen van openbaar vervoer in Linz, de hoofdstad van Opper-Oostenrijk.

## Geschiedenis
In 1880 werd de eerste paardentramlijn aangelegd tussen het centraal station en Uhrfahr. In 1897 werd de lijn geëlektrificeerd. In de jaren daarna kwamen er nog twee lijnen bij. 
Recentelijk is het tramnet van Linz enkele kilometers groter geworden. In april 2002 werd tramlijn 2 verlengd naar het stadsdeel Ebelsberg en in september 2005 werd lijn 2 verder verlengd naar de milieuvriendelijke wijk solarCity. In december 2004 werd het tramnet nabij het centraal station over een lengte van 1,9 kilometer ondertunneld. De haltes 'Hauptbahnhof' en 'Unionkreuzung' liggen nu ondergronds en halte 'Herz-Jesu-Kirche' ligt verdiept. 

## Heden

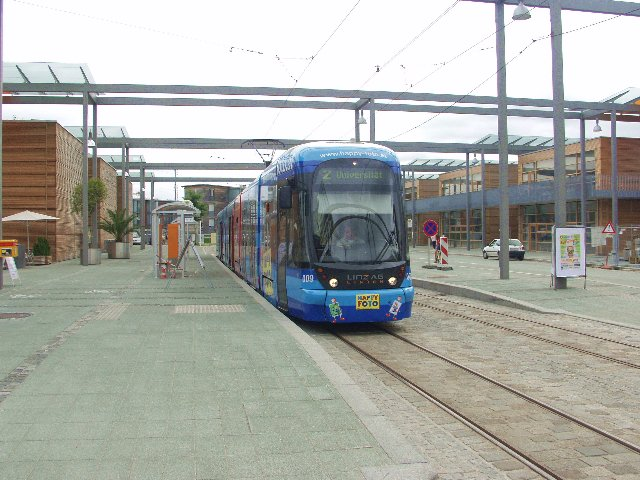
Cityrunner in de milieuvriendelijke wijk solarCity

In 2016 is het tramnet 30,4 kilometer lang en telt het 68 haltes. Het tramnet wordt bediend door zeven lijnen. 
Lijn 1 is 14,5 kilometer lang en telt 35 haltes. Lijn 2 is 18,5 kilometer lang en telt 44 haltes. Lijn 3 is 10,9 kilometer lang en telt 23 haltes. Lijn 4 is 12,7 kilometer lang en telt 26 haltes. Lijn 50 (Pöstlingerbrrgbahn) is 4,1 kilometer lang en telt 14 haltes. Daarnaast zijn er nog de nachtlijnen N82 en N84. 
Bijzonder is het gebruik van een spoorwijdte van 900 mm. Deze spoorwijdte komt bij trams behalve in Linz alleen maar voor in Lissabon.
De tram wordt geëxploiteerd door Linz Linien, een dochteronderneming van het gemeentelijke nutsbedrijf Linz AG. In het seizoen 2004-2005 vervoerde Linz Linien 47,6 miljoen mensen per tram.

## Toekomst
Er zijn plannen om lijn 2 van 'solarCity' met 2,6 kilometer te verlengen naar Pichling en er waren plannen om lijn 1 te verlengen van Auwiesen naar ÖBB-station Linz Wegscheid. Een groot project zijn de verlengingen van lijn 3. In de eerste fase (tot 2009) werd lijn 3 5,5 kilometer verlengd vanaf het centraal station naar Leonding. In de tweede fase (tot 2012) is lijn 3 verder verlengd naar Traun. In de derde fase zal de lijn nog verder worden verlengd richting Haid.

## Materieel
De tramdienst wordt uitgevoerd met 62 eenrichtingtrams Het gaat daarbij om 33 zevendelige Cityrunners uit 2002-2008 en 29 uit 2011-2015.

## Lijnen
- Lijn 1: Universität – Schumpeterstraße – Dornach – Glaserstraße – Sankt-Magdalena – Ferdinand-Markl-Straße – Gründberg – Harbachsiedlung – Harbach – Ontlstraße – Linke Brückenstraße – Peuerbachstraße – Wildbergstraße – Rudolfstraße – Hauptplatz – Taubenmarkt – Mozartkreuzung – Bürgerstraße – Goethekreuzung – Hauptbahnhof (ondergronds) – Unionkreuzung (ondergronds) – Herz-Jesu-Kirche (verdiept) – Bulgariplatz – WIFI – VOEST-Alpine – Neue Welt – Scharlinz – Wahringerstraße – Wimmerstraße – Remise Kleinmünchen – Simonystraße – Dürerstraße – Dauphinestraße – Rädlerweg – Auwiesen
- Lijn 2: Universität – Schumpeterstraße – Dornach – Glaserstraße – Sankt-Magdalena – Ferdinand-Markl-Straße – Gründberg – Harbachsiedlung – Harbach – Ontlstraße – Linke Brückenstraße – Peuerbachstraße – Wildbergstraße – Rudolfstraße – Hauptplatz – Taubenmarkt – Mozartkreuzung – Bürgerstraße – Goethekreuzung – Hauptbahnhof (ondergronds) – Unionkreuzung (ondergronds) – Herz-Jesu-Kirche (verdiept) – Bulgariplatz – WIFI – VOEST-Alpine – Neue Welt – Scharlinz – Wahringerstraße – Wimmerstraße – Remise Kleinmünchen – Simonystraße – Saporoshjestraße – Ebelsberg – Hauderweg – Warnbacher Straße – Ed. Aigner-Straße – Hartheimer Straße – Ennsfeld – Kaserne – Hillerstraße – Bahnhof Ebelsberg – Neuefelderstraße – solarCity-Zentrum – SolarCity
- Lijn 3: Landgutstraße – Mühlkreisbahnhof – Biegung – Rudolfstraße – Hauptplatz – Taubenmarkt – Mozartkreuzung – Bürgerstraße – Goethekreuzung – Hauptbahnhof (ondergronds) - Untergaumberg - Gaumberg - Larnhauserweg - Haag - Poststraße - Meixnerkreuzung - Harterfeldsiedlung - Doblerholz - Im Bäckerfeld - Langholzfeld - Plus City - Wagram - Trauner Kreuzung
- Lijn 4: Landgutstraße – Mühlkreisbahnhof – Biegung – Rudolfstraße – Hauptplatz – Taubenmarkt – Mozartkreuzung – Bürgerstraße – Goethekreuzung – Hauptbahnhof (ondergronds) - Untergaumberg - Gaumberg - Larnhauserweg - Haag - Poststraße - Meixnerkreuzung - Harterfeldsiedlung - Doblerholz - Im Bäckerfeld - Langholzfeld - Plus City - Wagram - Trauner Kreuzung - Mitterfeldstraße - Traun Hauptplatz - Schloss Traun
- Lijn 50: Hauptplatz – Rudolfstraße – Biegung – Mühlkreisbahnhof – Landgutstraße - Pöstlingberg